# NGC 2454
NGC 2454 é uma galáxia espiral (S) localizada na direcção da constelação de Gemini. Possui uma declinação de +16° 22' 09" e uma ascensão recta de 7 horas, 50 minutos e 34,9 segundos.
A galáxia NGC 2454 foi descoberta em 19 de Janeiro de 1874 por Édouard Jean-Marie Stephan.